# Weberbauerocereus rauhii
Weberbauerocereus rauhii là một loài thực vật có hoa trong họ Cactaceae. Loài này được Backeb. miêu tả khoa học đầu tiên năm 1956.